# بروس إليسون
بروس إليسون (10 ديسمبر 1969 - ) (بالإنجليزية: Bruce Ellison)‏ هو لاعب كريكت بريطاني.